# Хайетлик
Хайетлик (Haietlik) — змей с острой головой в мифологии племени нутка. Населяет водную среду или тело громовых птиц, которые используют его как оружие для поражения своей добычи.
В 1971 году британские моряки видели изображения хайетликов на бортах индейских лодок. Кроме того китобои изображают хайетликов на гарпунах.
Хайетлик используется в ритуалах нутка. Когда дочь вождя находит себе жениха в чужом племени то из того племени приходят мужчины и зигзагообразно плывут на своих лодках, изображая хайетлик, а каждому члену семьи невесты раздаются одеяла в качестве подарков.